# 瑜伽師地論
『瑜伽師地論』（ゆがしじろん、梵: Yogācārabhūmi-śāstra, ヨーガーチャーラ・ブーミ・シャーストラ）は、大乗仏教唯識派の重要な文献。

## 概要
表題は「ヨーガ行者の階梯についての論」の意。100巻、弥勒菩薩説、唐・玄奘訳（大正蔵・30）。ただし、チベット訳では無着所説という。
世親の兄である無著(asaṅga, असङ्ग）が、兜率天に住む弥勒菩薩（maitreya मैत्रेय)の説を聞いて著したといわれている。瑜伽行（yogācāra）の観法を詳説したものである。

## 内容
本書は、瑜伽行者が認識する対象(境)、修行、果を明らかにしたもので、阿頼耶識説、三性三無性説、唯識説、その他のさまざまな問題が詳しく説かれている。

組織は5つからなり、第1本地分では、三乗の思想を、
1. 五識身相応地
2. 意地
3. 有尋無伺地
4. 無尋唯伺地
5. 無尋無伺地
6. 三摩哂多地
7. 非三摩哂多地
8. 有心地
9. 無心地
10. 聞所成地
11. 思所成地
12. 修所成地
13. 声聞地
14. 独覚地
15. 菩薩地
16. 有余依地
17. 無余依地

の17地に分けて説き、第2の摂決択分では本地の中の要義を説明し、第3の摂釈分では諸経の儀則を解釈し、第4の摂異門分では経典中の諸法の名義を解釈し、第5の摂事分では三蔵の要義を解釈している。
なお、これらの部分訳がある。
- 『菩薩地持経』10巻 北涼 曇無讖訳　菩薩地
- 『菩薩善戒経』9巻 宋 求那跋摩訳　菩薩地
- 『十七地論』5巻(散佚) 梁 真諦訳　本地分の初め
- 『決定蔵経』3巻 梁 真諦訳　摂決釈分の初め

本書に影響をうけた論書に、次のようなものがある。
- 『顕揚聖教論』20巻
- 『大乗阿毘達磨集論』7巻
- 『摂大乗論』無著著
- 『摂大乗論釈』世親著
- 『仏性論』世親著
- 『成唯識論』護法著

なお、下記は菩薩地と同じ名前であり、菩薩地に基づいて内容を発展したものである。
- 『大乗荘厳経論』13巻(mahāyānasūtrālaṅkāra)

## 註釈書
- 『瑜伽師地論略纂』16巻 基
- 『瑜伽論記』48巻 遁倫